# El carro de heno
Este artículo es sobre el tríptico de El Bosco. Para el cuadro del Carro de heno de John Constable, véase La carreta de heno.
El carro de heno es una de las pinturas más famosas de la producción total del pintor holandés el Bosco. Es un tríptico que está realizado en óleo sobre tabla. La tabla central mide 135 × 100 cm, y las tablas laterales 135 × 45 cm cada una.

## Historia
Su fecha es discutida. La datación tradicional lo sitúa entre 1500 y 1502. Actualmente se habla de 1516 aproximadamente o después, gracias al análisis dendrocronológico, por lo que no cabe duda de que se trata de una obra del último periodo del artista, lo que motivaría también la intervención del taller del pintor.
El rey Felipe II lo compró en 1570 a los herederos de Felipe de Guevara y fue trasladado, en el año 1574 al Monasterio de El Escorial. Se hizo una copia (ejecutada en el  taller del pintor por un ayudante que conocía en profundidad la técnica del maestro y que, con toda probabilidad, se realizó bajo la supervisión de éste) que quedó en dicho monasterio, trasladándose el original a la Casa de Campo primero y a la colección del Marqués de Salamanca después. Hubo una época en que estuvo desmembrado, recomponiéndose en el Museo del Prado.
Con el comienzo de la Guerra civil española fue trasladado al Museo del Prado, para que su conservación fuera mejor, y es donde sigue estando en la actualidad.

## Análisis del cuadro
La obra es un tríptico, por lo tanto está formado por tres tablas. En esta obra las figuras alargadas con perfiles sinuosos son aún de matriz gótico internacional.

### El vendedor ambulante
El tríptico del Carro de heno, cuando está cerrado, presenta el tema del vendedor ambulante, atribuido al Bosco y su taller. Representa a un peregrino siendo acechado por los peligros del viaje, como el perro a la izquierda que lo está atacando y se defiende con un bastón. Más abajo, hay huesos de animales. 
Un campesino toca la gaita sentado al pie de un árbol, donde también podemos destacar un crucifijo en un pequeño altar. Cerca de él, se encuentra la lujuria, representada por una pareja que baila al compás de la música, idea de la Devotio moderna.

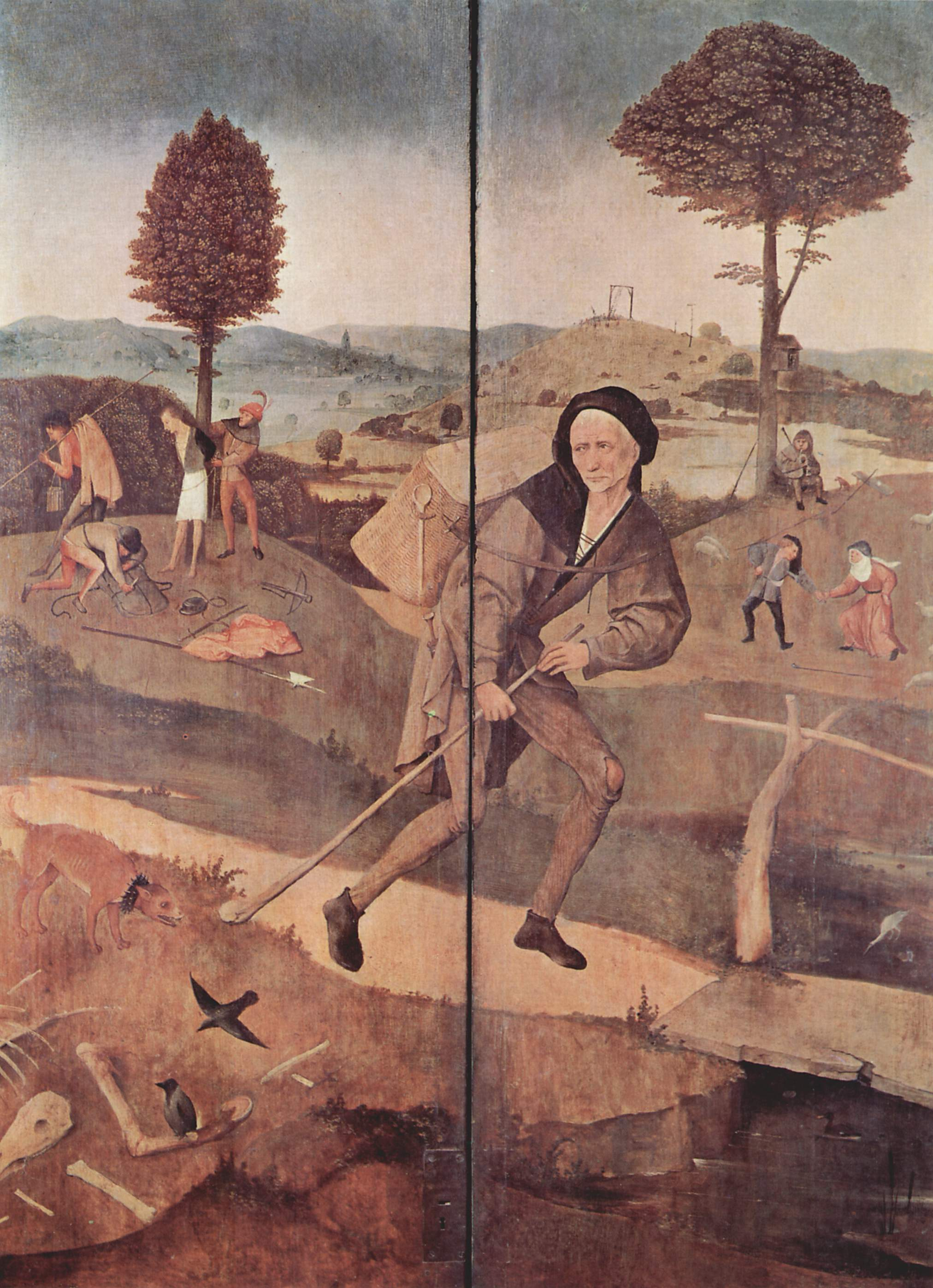
Tríptico del Carro de Heno cerrado.

### Tablas laterales
- Postigo de la izquierda: El Paraíso terrenal

Una vez abiertas las alas, la de la izquierda está dedicada a la creación, el pecado y a la expulsión de Eva y Adán del paraíso. Este ala izquierda muestra cuatro episodios distintos: en lo alto, la caída de los ángeles rebeldes, que mientras se precipitan cambian de forma y asumen el aspecto de sapos e insectos, tema ya tratado en el escrito Die Diersche Lucidarius, una reedición del siglo XIV del Elucidanum de Anselmo, donde se compara a los ángeles caídos con sapos. Más abajo está la creación de Eva a partir de una costilla de Adán. Aún más abajo y a la derecha está el Pecado original con la serpiente con cabeza de mujer y manos con garras. Finalmente, la expulsión del paraíso terrenal está coronada por una planta con espinas y varios frutos, uno de ellos picoteado por un pájaro como símbolo de lujuria, mientras el cardo simboliza las tentaciones de los sentidos. Se representan así los cuatro episodios en orden inverso a como aparecen en la tabla derecha del tríptico del Juicio de Viena, que sitúa la expulsión del paraíso en último plano, no en el primero.
- Postigo de la derecha: El Infierno

En el ala de la derecha presenta el infierno y el castigo de los pecados. El infierno se representa como una ciudad incandescente, con diablos dedicados a la construcción de una torre, quizá referencia a la bíblica torre de Babel. El padre José de Sigüenza (1599) interpretó que esta construcción de aposentos y cuartos nuevos era una referencia a que ya no cabían las almas en el infierno y que los que allí entran (pues no otro destino tienen las figuras del panel central) ya no caben.
Se repiten aquí los incendios de estructuras, tan típicos de la obra del Bosco, pues pueden verse similares igniciones en el panel derecho del Juicio Final de Viena, así como en el lateral derecho de El jardín de las delicias. Son edificios incendiados en los que se ve que el fuego viene desde abajo, como inspirándose en las entonces modernas armas de pólvora o explosiones, con lo que los infiernos que pinta el Bosco acaban pareciendo lugares de confrontación militar.

### Tabla central
El panel central muestra una escena de un carro de heno, y a esto se debe precisamente el título del cuadro, basado además en un texto del profeta Isaías, que habla de cómo los placeres y las riquezas del mundo se parecen al heno de los campos que se secan pronto y aún más pronto se acaban. Lo simboliza como algo efímero, pero atractivo.
En lo alto del carro, mientras una pareja de campesinos se besa (la lujuria), observada por una lechuza (que simboliza la herejía o la ceguera humana); tres personajes se dedican a la música, y un hombre observa la escena a cuya derecha un demonio azul con nariz de trompa y cola de pavo real, símbolo de vanidad, participa de la melodía, mientras a la izquierda un ángel se vuelve hacia el Cristo en el cielo en posición de rezar. La lechuza y el demonio pueden entenderse como la lisonja y el engaño. Guiando el cortejo que sigue al carro están el rey de Francia, el Papa y el Emperador; en el centro del cuadro se ve un homicidio; guiando el carro para conducirlo al infierno, representado en el ala de la derecha, están criaturas híbridas entre hombres y animales. El padre José de Sigüenza, a finales del siglo XVI, consideró que estas criaturas simbolizaban los diversos vicios:

Este carro de heno, en que va esta gloria, le tiran siete bestias, fieras y monstruos espantables, donde se ven pintados hombres medio leones, otros medio perros, otros medio osos, medio peces, medio lobos, símbolos todos y figura de la sociedad; late la lujuria, avaricia, ambición, bestialidad, tiranía, sagacidad y brutalidad.

## Temática
El Bosco en la obra pretende relatar cómo todas las clases sociales quieren conseguir su parte de heno del carro, es decir, su parte de placeres y riquezas. Se retrata cómo los más poderosos, como por ejemplo emperadores, reyes, y papas que encontramos en la izquierda del cuadro, no tienen problemas para alcanzar su «ración de placer», mientras que las clases menos pudientes de la sociedad no lo tienen tan sencillo, y tienen que pisotearse o matarse e incluso son atacados por demonios para poder alcanzar algunos de esos «placeres».
La escena puede estar basada en el proverbio flamenco que reza: «El mundo es un carro de heno, del cual cada uno toma lo que puede». Todo tipo de personas se agolpa junto al carro, y desde el Papa a los más plebeyos arrancan los puñados de paja. Es una aplastante sátira de un mundo que ha abandonado a Dios.
La temática del cuadro se debe en gran parte a que el Bosco fue un pintor moralizante y crítico con la sociedad de su tiempo, y este cuadro es un fiel reflejo de su actitud al respecto. También en su más famoso tríptico, El jardín de las delicias, utilizó los mismos principios moralizantes que se vuelven a ver representados en este cuadro.
El carro de heno muestra el infierno de los vicios, denuncia el gusto por las riquezas terrestres tan efímeras, lo que anuncia las vanidades de los siglos siguientes.

## El tríptico completo
El tríptico completo (abierto).
La expulsión del paraíso; El carro del heno; El infierno.